# 終端滑動模式控制
終端滑動模式控制（terminal sliding modes）簡稱TSM，是在1990年代早期發明的新型滑動模式控制，是由NASA喷气推进实验室的Venkataraman和Gulatis所發明，屬於強健的非線性控制。
終端滑動模式控制的主要概念是源於Zak在喷气推进实验室時有關終端吸引子的研究，此概念也源於可以保證有限時間收斂的終端吸引子。在一般的滑動模式控制，保證李雅普诺夫稳定性，可以讓狀態收斂到原點，不過無法保證在有限時間內可以收斂。在終端滑動模式控制中，在滑動平面限制中有導入非線性項，因此此流形會以吸引子的方式表示。到達滑動曲面後，狀態軌跡會被流形吸引，依幂次律收斂到原點。
終端滑動模式控制也有一些變種：例如非奇異終端滑動模式控制及快速終端滑動模式控制。
終端滑動模式控制也廣為使用在非線性過程控制的應用，例如剛性機器人控制等。因為終端滑動模式控制沒有Lipschitz特性，在原點附近的數學處理上仍有些無法解決的問題。

## 控制架構
考慮以下正規型式的連續非線性系統
{\displaystyle {\overset {\cdot }{x}}_{1}(t)=x_{2}(t)} ......
{\displaystyle {\overset {\cdot }{x}}_{n-1}(t)=x_{n}(t)}
{\displaystyle {\overset {\cdot }{x}}_{n}(t)=a(x)+b(x)u(t)}
其中{\displaystyle x(t)\in R^{n}}為狀態向量，{\displaystyle u\in R}為控制輸入，{\displaystyle a(x)}和{\displaystyle b(x)}是非線性函數。
其終端滑動模式控制可以定義如下：
{\displaystyle s_{1}(t)={\overset {\cdot }{s}}_{0}(t)+\alpha _{1}(t)s_{0}^{\gamma _{1}}(t)}
{\displaystyle s_{2}(t)={\overset {\cdot }{s}}_{1}(t)+\alpha _{2}(t)s_{1}^{\gamma _{2}}(t)} ......
{\displaystyle s_{n-1}(t)={\overset {\cdot }{s}}_{n-2}(t)+\alpha _{n-1}(t)s_{n-2}^{\gamma _{n-1}}(t)}其中{\displaystyle s_{0}(t)=x_{1}(t)}及{\displaystyle \gamma _{i}={\frac {p_{i}}{q_{i}}},i=1,2,...,n-1} . {\displaystyle p_{i},q_{i}}為正的奇數，且{\displaystyle p_{i}\leq q_{i}}.